# Calci-Chew
Calci-Chew is een medicijn (kauwtablet) waar gebruik van wordt gemaakt wanneer men een tekort aan calcium heeft in het lichaam. Het bevat calciummonocitraat, calciumdicitraat en aspartaam/fenylalanine. Het werkt onder andere tegen osteoporose.
Er bestaan tabletten van 500 en 1000 mg. Het is uitsluitend verkrijgbaar op doktersvoorschrift.
Calcium is van erg groot belang voor de botvorming, maar ook voor de geleiding van zenuwprikkels, bloedstolling en de spieractiviteit.